# Калабер, Роберт
Роберт Калабер (англ. Róbert Kaláber; род. 8 октября 1969, Братислава) — словацкий хоккеист и тренер.

## Биография
Будучи хоккеистом, выступал за ряд местных команд низших лиг и за венгерский «Дунауйвароши Ацельбикак». В качестве наставника Калабер дебютировал Словацкой экстралиге в «Дукле» из Тренчина, где он сменил у руля Душана Грегора. С 2014 года словак возглавляет польский клуб «Ястшембе»: вместе с ним он побеждал в чемпионате, Кубке и в Суперкубке страны. В 2020 году Роберт Калабер был назначен на должность главного тренера сборной Польши. Он стал преемником успешно работавшего с национальной командой финна Томека Валтонена. До поляков Калабер некоторое время руководил Болгарией.
В мае 2023 году поляки под руководством словака заняли второе место в первом дивизионе чемпионата мира и впервые за 22 года пробились в элиту мирового хоккея.

## Достижения

### Хоккеиста
- Обладатель Кубка Венгрии: 2000/01.

### Тренера
- Серебряный призер чемпионата мира в первом дивизионе группы «А»: 2023.
- Чемпион Польши: 2020/21
- Обладатель Кубка Польши (3): 2017/18, 2018/19, 2020/21.
- Обладатель Суперкубка Польши (2): 2020, 2021.